# Az Athenaeum Mese-könyvtára
Az Athenaeum mese-könyvtára egy 19. századi végi magyar könyvsorozat volt, melynek kötetei a következők:
- 1. kötet. Benedek Elek. A honfoglalás mondái. Széchy Gyula rajzaival (59 l.), 1897
- 2. kötet. Benedek Elek. A madármesék. Széchy Gyula rajzaival (110 l.), 1897
- 3. kötet. Benedek Elek. A pásztormesék. Széchy Gyula rajzaival (97 l.), 1897
- 4. kötet. Benedek Elek. Vidám mesék. Széchy Gyula rajzaival (98 l.), 1898
- 5. kötet. Benedek Elek. Csoda-mesék. Széchy Gyula rajzaival (101 l.), 1898
- 6. kötet. Benedek Elek. Virág-mesék. Széchy Gyula rajzaival (111 l.), 1898
- 7. kötet. Benedek Elek. Mesék és mondák Mátyás királyról (103 l.), 1898
- 8. kötet. Benedek Elek. Krisztus-legendák. Széchy Gyula rajzaival (100 l.), 1898
- 9. kötet. Benedek Elek. Hetedhétország ellen. Széchy Gyula rajzaival (105 l.), 1898
- 10. kötet. Benedek Elek. Apró mesék. Széchy Gyula rajzaival (95 l.), 1898
- 11. kötet. Benedek Elek. Katona-mesék. Széchy Gyula rajzaival (96 l.), 1899
- 12. kötet. Benedek Elek. Mondák és legendák. Széchy Gyula rajzaival (88 l.), 1899
- 13. kötet. Benedek Elek. Kalandos mesék. Széchy Gyula rajzaival (110 l.), 1899
- 14. kötet. Benedek Elek. Székelyföldi mondák és mesék. Széchy Gyula rajzaival (97 l.), 1899
- 15. kötet. Benedek Elek. Állat-mesék. Széchy Gyula rajzaival (74 l.), 1899
- 16. kötet. Benedek Elek. Bohókás mesék (85 l.), 1900
- 17. kötet. Benedek Elek. Világszép mesék (101 l.), 1900
- 18. kötet. Benedek Elek. Tündérmesék (97 l.), 1900
- 19. kötet. Benedek Elek. Óriások és törpék (90 l.), 1900
- 20. kötet. Benedek Elek. A tatárjárás mondái és egyéb mesék (100 l.), 1900